# Jonas Larsen
Jonas Larsen (nacido el 11 de marzo de 1992) es un nadador paralímpico danés.

## Carrera
Representó a Dinamarca en los Juegos Paralímpicos de Verano 2012 y  2016. Ganó la medalla de bronce en el evento SM4 combinado individual masculino de 150 metros en los Juegos de Río de Janeiro 2016.  
En el Campeonato Mundial de 2013 celebrado en Montreal, Quebec, Canadá, ganó la medalla de bronce en el evento SM4 masculino de 150 metros medley.
En el Campeonato de Europa de 2014 ganó la medalla de oro en el evento SM4 combinado individual masculino de 150 metros. Dos años más tarde, en el Campeonato de Europa de 2016, ganó dos medallas: la de plata en el evento SM4 combinado individual masculino de 150 metros y la de bronce en el evento masculino S5 de 50 metros espalda.